# گوردخمه آخوررستم
گوردخمه آخوررستم مربوط به دوره ساسانیان است و در شهرستان مرودشت، بخش مرکزی، روستای عزآباد واقع شده و این اثر در تاریخ ۲۲ مرداد ۱۳۸۴ با شمارهٔ ثبت ۱۳۳۴۲ به‌عنوان یکی از آثار ملی ایران به ثبت رسیده است.